# Église évangélique de Yoido
L'église évangélique de Yoido (coréen : 여의도 순복음 교회, anglais : Yoido Full Gospel Church) est une megachurch chrétienne évangélique pentecôtiste affiliée aux Assemblées de Dieu, située à Séoul, sur l’île de Yeoui (Yeouido), en face de l'Assemblée nationale, en Corée du Sud. L’Église compte 480 000 membres à son siège de Séoul. L'Église est dirigée par le pasteur  Young Hoon Lee.

## Histoire
L'Église a été fondée par les pasteurs David Yonggi Cho et Choi Ja-shil, le 15 mai 1958, à Séoul, Corée du Sud. Ce jour-là, une première réunion a eu lieu dans la maison de Choi Ja-shil. Mis à part les deux pasteurs, seules trois filles de Choi Ja-Shil et une femme âgée, qui était venu pour échapper à la pluie, ont assisté au premier service. Les deux pasteurs ont commencé une campagne de porte à porte, fournissant une aide humanitaire et  spirituelle aux pauvres, en priant pour les malades. En quelques mois, l'église était passée à 50 membres, trop nombreux pour le salon de Choi Ja-shil. Les réunions ont donc été déplacés vers une tente dressée dans son arrière-cour. Les tentes deviennent toujours trop petites. L'église compte 3 000 personnes en 1964. David divise la ville de Séoul en 20 secteurs avec une cellule de prière dans chacun.  Dans ces cellules, des assistants qui deviendront dirigeants sont formés dans le but d'ouvrir un autre cellule de prière. En 1968, l'église a 8 000 membres.  En 1973, l'église a inauguré un bâtiment avec un auditorium de 12 000 places . En 1993, l’Eglise compte plus de 700 000 membres. En 2008,  Young Hoon Lee devient pasteur principal,. En 2025, elle compterait 480 000 fidèles.

## Condamnations judiciaires
En 2014 et 2017, Cho a été condamné pour un détournement de 12 millions de dollars américains d’un fonds de l'église qu'il avait acheté à son fils Cho Jong-Un,.